# مسمومیت با قرص برنج

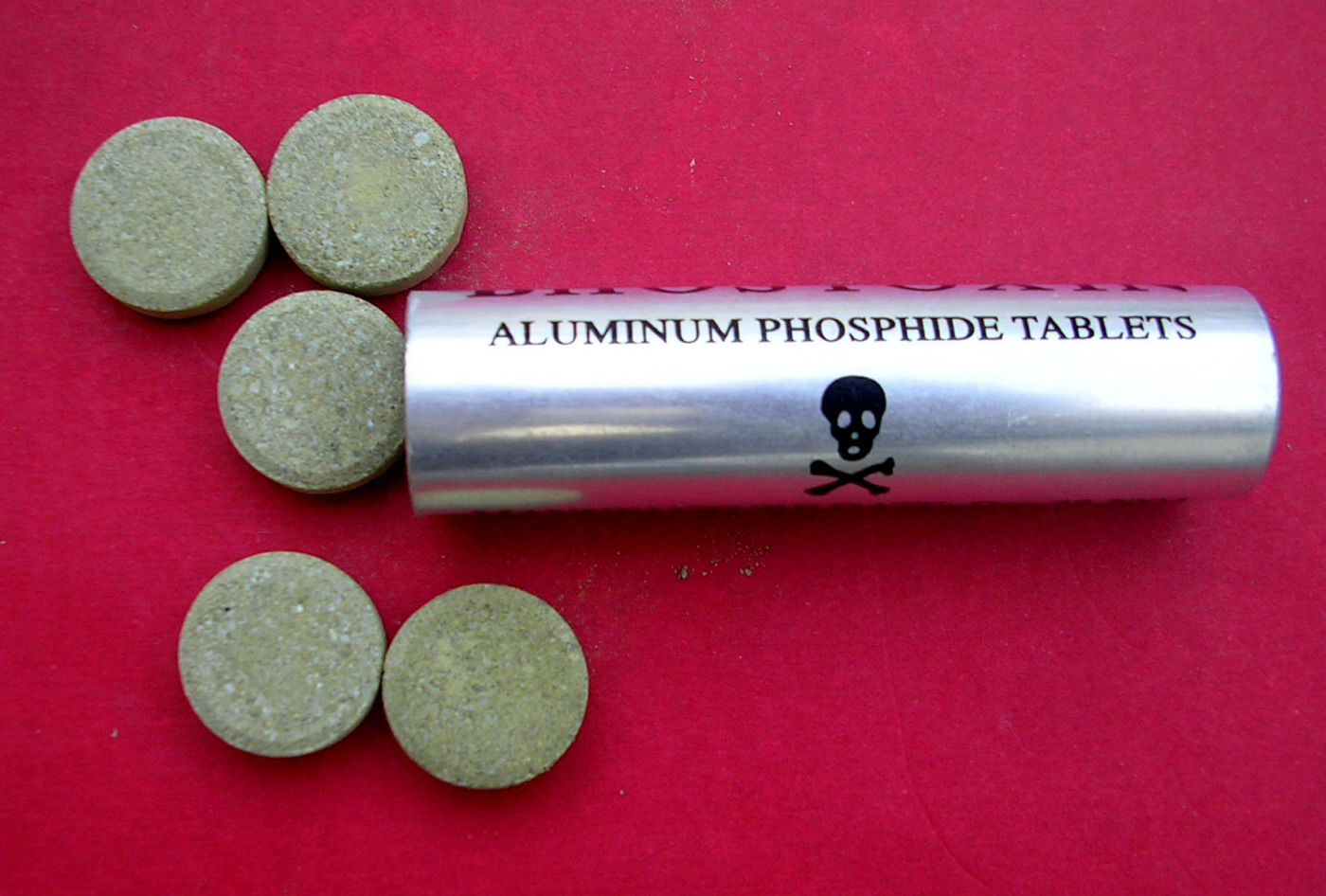
آلومینیوم فسفید که در ایران آنرا با نام قرص برنج می‌شناسند.

مسمومیت با آلومینیم فسفید، از مسمومیت‌هایی است که در نتیجه قرار گرفتن بیش از حد در معرض آلومینیوم فسفید (AlP) اتفاق می‌افتد، که به‌راحتی به‌عنوان یک ماده تدخین برای غلات ذخیره‌شده در دسترس است و با نام‌های تجاری مختلفی مانند کویک‌فوس (QuickPhos) و سلفوس (Celphos) به فروش می‌رسد. آلومینیم فسفید بسیار سمی است، به خصوص زمانی که از ظرف تازه باز شده مصرف شود. مسمومیت حاد با آلومینیم فسفید (AAlPP) یک مشکل بزرگ اما کمتر گزارش شده در سراسر جهان است، به ویژه در شبه قاره هند. مرگ آن بر اثر شوک عمیق، آماس قلب و از کار افتادن بعضی عناصر داخلی بدن است. دوز مرگ‌آور آن بین ۰٫۱۵ و ۰٫۵ گرم (برابر ۰٫۰۰۵۳ و ۰٫۰۱۸ اونس) است. بیشترین دلیل مرگ در خودکشی در شمال هند را مسمومیت بر اثر آلومینیوم فسفید (قرص برنج) گزارش کرده‌اند.
طبق دسته‌بندی انواع مرگ به دو دسته کلی: «سوماتیک» و «سلولی» مرگ با قرص برنج از نوع مرگ سلولی است؛ و این بدان معنی است که در این مرگ هر یک از بافت‌ها و سلول‌های عناصر تشکیل‌دهندهٔ بدن، می‌میرند. در این حالت تمام نسوج و سلول‌های بدن مرده‌اند و دارای عملکرد، فعالیت متابولیکی و تنفس سلولی نمی‌باشند. بر خلاف مرگ سوماتیک که در آن توقف کامل و بدون بازگشت اعمال اعضای حیاتی بدن مانند مغز و قلب، رخ می‌دهد که حیات در بدن متوقف می‌شود، ولی در عناصر تشکیل‌دهندهٔ بدن مثل بافت‌ها و سلول‌ها ادامه دارد. مرگ مغزی از نوع مرگ سوماتیک است.

## مرگ‌ومیر
این قرص ظرف سه تا چهار ساعت سیستم تنفسی و مغز را دچار مشکل می‌کند و فرد در اثر مرگی دردناک و زجرآور خواهد مرد. بر اساس آمارهای گزارش شده از پزشکی قانونی تهران در سال ۱۳۹۲، ۶۶۱ نفر بر اثر مسمومیت با قرص برنج جان خود را از دست داده‌اند.
میزان تلفات بر اثر AIP از ۴۰ تا ۸۰ درصد متفاوت است. میزان آن ممکن است بسیار بالاتر باشد چون کمتر از ۵٪ مسموم شدگان نهایتاً به مرکز پزشکی منتقل می‌شوند. از سال ۱۹۹۲ که آلومینیوم فسفید به‌طور آزادانه در مغازه‌ها به فروش رسیده موارد مسمومیت عمدی بسیاری از آن در شمال هند دیده شده‌است. در تحقیق بر روی ۵۹۳۳ مرگ غیرطبیعی روی داده در ۲۵ سال گذشته در شمال غرب هند، درصد بالایی از مرگ‌های بر اثر مسمومیت به خاطر آلومینیوم فسفید بوده‌است.

## عملکرد سم
در صورتی که فرد قرص برنج را بخورد یا بوی آن را استشمام کند دچار مسمومیت خواهد شد که در صورتی که سم از بدن وی خارج نشود مرگ در پی خواهد داشت.
خاصیت سمی آلومینیوم فسفید به خاطر گاز فسفین (که دارای ویژگی سیتوتوکسیتی است) است که باعث جراحات رادیکال آزاد می‌شود که از فعالیت آنزیم‌های سلول‌های حیاتی جلوگیری و بافت‌ها را نابود می‌کند. واکنش آلومینیوم فسفید با آب بدن باعث ایجاد گاز فسفین می‌شود که در زیر بیان شده‌است:
AlP + 3 H2O → Al(OH)3 + PH3, and
AlP + 3 HCl → AlCl3 + PH3 (معده)

## نشانه‌ها و درمان
معمولاً پس از چند دقیقه که از ورود آن به معده گذشت ویژگی‌های سمی شروع به کار می‌کنند. پیامد کشنده اصلی آن معمولاً از کار ایستادن سیستم گردش خون است که بر میوکارد اثر مستقیم می‌گذارد و به غده فوق کلیه آسیب می‌رساند. علائم آن با میزان دوز مصرفی و زمان متفاوت است. ویژگی بارز کلینیکی دیده شده، مقاومت در برابر درمان با دوپامین است. نشانه‌های دیگر عبارتند از سرگیجه، خستگی، فشار قفسه سینه، سردرد، حال به هم‌خوردگی، تهوع، بی‌حسی، اسهال، آتاکسی، لرز، خواب رفتگی، ضعف ماهیچه‌ها، دید دوگانه و یرقان. اگر نفس کشیدن بیمار به سختی امکان‌پذیر بود ممکن است او به ترتیب دچار ARDS، نارسایی قلب، آریتمی قلب و تشنج شده و سپس به کما برود. نشانه‌های بعدی که نمایان می‌شود در اثر سم بر کبد و کلیه است.
تشخیص مسمومیت AIP، معمولاً با گمان پزشکی یا گزارش خود شخص یا شاهدان صورت می‌پذیرد. در جاهایی که از سم قرص برنج استفاده می‌شود و سابقه خورده شدن آن وجود دارد باید با این مسمومیت همانند مسمومیت با قرص‌های برنج ساخته شده از گیاهان رفتار نشود. در موارد مسمومیت، تست نقره نیترات با بخار رقیق شده معده می‌تواند مثبت باشد.

## مدیریت و نتیجه
برای کمک به مسموم AAIPP تنها کارهای حمایتی انجام می‌شود چون تا کنون هیچ پادزهری برای آن ساخته نشده‌است. نرخ تلفات آن تا حدود ۱۰۰٪ می‌رسد. درمان با منیزیم فسفات ممکن است درصد مرگ را کاهش دهد که این مسئله در برخی تحقیقات بیان شده‌است. پس از خورده شدن آن، تخلیه معده و روده و پاکسازی سم جذب‌نشده، معمولاً تا یک یا دو ساعت پس از مصرف می‌تواند به بیمار کمک کند. پتاسیم پرمنگنات (۱:۱۰۰۰۰) در شستشوی معده می‌تواند در تجزیه سم کمک کند. در صورت مسمومیت بالا، مانیتور دائمی، بهوش‌آوری با مایع و بازگشایی عروق لازم است.

## دلیل مصرف خوراکی
بر اساس گزارش‌ها به سه دلیل افراد ممکن است از این قرص استفاده کنند
1. مصرف اشتباه قرص موجود در برنج که در ایران باعث مرگ دسته‌جمعی چندین خانواده شده‌است.
2. مصرف قرص‌های قلابی توهم‌زا که دارای ترکیبات قرص برنج هستند یا خود قرص برنج هستند.
3. مصرف جهت خودکشی سریع، که کارشناسان معتقدند مرگ صورت گرفته با این قرص سریع، دردآور است.[۱۹][۱۱]

## جایگزین
با توجه به پیشرفت‌های حاصله جایگزین‌های کم خطر و مناسبی برای دفع آفات برنج وجود دارد از سال ۱۳۹۲ در ایران فروش این قرص در عطاری‌ها و داروخانه‌ها ممنوع شد و واردات قانونی آن متوقف گردید. و فقط مراکز توزیع سم صنعتی اجازه فروش آن را دارند.